# Duitse vestingen tijdens de Tweede Wereldoorlog
Duitse vestingen tijdens de Tweede Wereldoorlog (Duits: Festungen) waren steden die door Adolf Hitler waren aangewezen om zich te verzetten tegen de geallieerden en ten koste van alles te verdedigen. Deze festung-doctrine werd aan het einde van de Tweede Wereldoorlog ingevoerd, toen het Duitse regime de nederlaag weliswaar nog niet had aanvaard, maar begon te beseffen dat drastische maatregelen nodig waren om te anticiperen op de onvermijdelijke aanvallen op het Derde Rijk. Als eerste vesting wordt wel Stalingrad gezien tijdens de Slag om Stalingrad.
Later werden aan het oostfront Warschau, Boedapest, Kolberg, Koningsbergen, Küstrin, Danzig en Breslau aangewezen als vestingen, terwijl aan het westfront verscheidene Franse havensteden, waaronder Brest, Duinkerke en Le Havre alsook het Britse Kanaaleiland Alderney hiertoe werden veroordeeld.
Het lot van de vestingen varieerde. In bepaalde gevallen werden ze omzeild, zoals Breslau en Alderney, en pas veroverd toen ze geneutraliseerd waren.
| Locatie        | Commandant                                             | Belegeraars                                            | Datum benoeming | Datum overgave    | Informatie |
| -------------- | ------------------------------------------------------ | ------------------------------------------------------ | --------------- | ----------------- | --- |
| Alderney       |                                                        | Royal Navy                                             |                 | 16 mei 1945       | Gehouden tot na de algemene Duitse capitulatie |
| Boulogne       | Ferdinand Heim                                         | 3e Infanteriedivisie (Canada)                          |                 | 22 september 1944 | Ingenomen na vijf dagen |
| Breslau        | Karl Hanke                                             | 6e Sovjetleger                                         | 25 juli 1944    | 6 mei 1945        | |
| Brest          | Hermann-Bernhard Ramcke                                | 3e Leger (Verenigde Staten)                            |                 | 19 september 1944 | Ingenomen na een beleg van zes weken |
| Calais         | Ludwig Schroeder                                       | 3e Infanteriedivisie (Canada)                          |                 | 1 oktober 1944    | |
| Dieppe         |                                                        | 2e Infanteriedivisie (Canada)                          |                 | 1 september 1944  | Geëvacueerd voordat het desbetreffende Führerbefehl was ontvangen; bevrijd zonder tegenstand                                                                 |
| Duinkerken     | Friedrich Frisius                                      | 1e Tsjechoslowaakse Onafhankelijke Pantserbrigadegroep |                 | 8 mei 1945        | Gehouden tot de algemene Duitse capitulatie |
| Kolberg        | Fritz Fullriede                                        | 1e Wit-Russische Front                                 | november 1944   | 14 maart 1945     | |
| Koningsbergen  | Otto Lasch                                             | 3e Wit-Russische Front                                 |                 | 9 april 1945      | |
| Küstrin        | Heinrich-Friedrich Reinefarth, Adolf Raegener          | 82e Gardedivisie (Sovjet-Unie)                         |                 |                   | Een klein aantal soldaten (minder dan 1.000) van het Duitse garnizoen wist na een uitbraak in de nacht van 29 op 30 maart 1945 de Duitse linies te bereiken. |
| Le Havre       | Eberhard Wildermuth                                    | 1e Leger (Canada)                                      |                 | 12 september 1944 | Ingenomen na een 48-urig beleg |
| Poznań (Posen) | Ernst Mattern tot 28 januari 1945, daarna Ernst Gonell | 1e Wit-Russische Front                                 |                 | 23 februari 1945  | |
| Saint-Malo     | Andreas von Aulock                                     | 3e Leger (Verenigde Staten)                            | 19 januari 1944 | 17 augustus 1944  | Ingenomen na twee weken |
| Warschau       |                                                        | 1e Wit-Russische Front                                 | 27 juli 1944    | 17 januari 1945   | Ingenomen enkele uren nadat de Duitse troepen zich hadden teruggetrokken, in tegenspraak met Hitlers bevel om de vesting te behouden.                        |